# Popillia ertli
Popillia ertli är en skalbaggsart som beskrevs av Ohaus 1911. Popillia ertli ingår i släktet Popillia och familjen Rutelidae. Utöver nominatformen finns också underarten P. e. maculata.